# Beauly (miasto)
Beauly – miasto w północnej Szkocji, w hrabstwie Highland (dawniej w Inverness-shire), położone na zachodnim brzegu rzeki Beauly, niedaleko jej ujścia do zatoki Beauly Firth. W 2011 roku liczyło 1365 mieszkańców.
Miasto powstało wokół klasztoru założonego w 1230 roku, ruiny którego zachowały się do czasów współczesnych. Zamieszkującym go francuskim mnichom miasto zawdzięcza swą nazwę – od beau lieu (z fr. „piękne miejsce”).
Znajduje się tu stacja kolejowa otwarta w 1862 roku (nieczynna w latach 1960-2002).